# Воєнні злочини в Дніпропетровській області під час російсько-української війни
11 березня у Новокодатському районі Дніпра сталося три авіаудари по місту — біля дитячого садка і багатоквартирного житлового будинку, також росіяни влучили в взуттєву фабрику, вона загорілася. Попередньо 1 особа загинула.
19 березня російські окупанти обстріляли село Велика Костромка неподалік Криворізької ТЕЦ.
19 березня, російські окупанти обстріляли з «Градів» одне з селищ Зеленодольської громади у Дніпропетровській області.
У ніч проти 22 березня з «Градів» було обстріляно село Мала Костромка та Зеленодольськ. Зруйновано житлові будинки.
22 березня російські окупанти завдали ракетний удар по місту Павлоград. Через атаку ворога загинула одна людина, знищена залізнична станція Павлоград-2.
27 березня окупанти здійснили обстріл одного з населених пунктів Криворізького району з реактивної системи залпового вогню «Торнадо-С». Ракета була оснащена забороненими касетними боєприпасами.
4 квітня російські війська обстріляли житловий сектор в селі у Криворізькому районі, зруйновано один будинок. Інформацію про загиблих та травмованих уточнюють.
16 квітня 2022 року, російська армія завдала артилерійських ударів по цивільній забудові Криворізького району. Пошкоджено два будинки.
16 квітня російські військові обстріляли неробочу птахофабрику у Дніпровському районі. Загинула одна людина.
17 квітня російські загарбники обстріляли село Мар'янське Криворізького району з «Торнадо-С» забороненими касетними бойовими зарядами. Загинув місцевий мешканець. Пошкоджень зазнали домоволодіння, житлові будинки та автівки мешканців селища. Будь-які військові об'єкти на даній території відсутні.
18 квітня російські окупанти завдали ракетного удару по дачному селищу під Дніпром. В результаті обстрілу зруйновані будинки мирних жителів.
19 квітня 2022 року збройні сили рф здійснили прицільний артилерійський обстріл забороненими касетними бойовими зарядами по цивільному населенню та об'єктах інфраструктури міста Зеленодольська Криворізького району. Пошкоджено житловий багатоповерховий будинок, дитячий майданчик у місцевому парку відпочинку, приміщення закладу освіти, сільськогосподарську техніку та інші об'єкти.
22 квітня російські окупанти завдали ракетного удару по території сільськогосподарського підприємства в Синельниківському районі.
23 квітня 2022 року збройні сили РФ, нехтуючи нормами міжнародного гуманітарного права, здійснили цілеспрямований ракетний обстріл цивільного транспортного залізничного вузла та одного із заводів міста Павлоград.
29 квітня 2022 року російські військовослужбовці здійснили артилерійський обстріл забороненими касетними боєприпасами сіл Мар’янське, Мала та Велика Костромка Криворізького району Дніпропетровської області. Пошкоджено житлові будинки, господарські приміщення та транспортний засіб.
Російські війська 2 травня 2022 року знову завдали ракетних ударів по Дніпропетровській області, поціливши у склад із зерном.  Ще раніше 1 травня 2022 року російські ракети у Синельниківському районі зруйнували склади агропідприємств: один пустий, інший з зерном.
Російські окупанти 3 травня 2022 року обстріляли Кам'янський район Дніпропетровщини. Ракети сильно зруйнували залізничну інфраструктуру. Поранено одну людину. 
Війська РФ 4 травня 2022 року обстріляли із "Градів" Великомихайлівську громаду у Синельниківському районі на Дніпропетровщині. Поцілили по двом селам. Там пошкоджені кілька десятків житлових будинків, вибиті шибки у магазині, школі і дитячому садку.
Російські окупанти 4 травня 2022 року обстріляли ракетами Дніпро. Одна ракета поцілила у залізничну інфраструктуру.
11 травня 2022 року російські окупанти тричі обстрілювали території Дніпропетровської області. Внаслідок обстрілу ніхто з людей не постраждав. Є руйнування.  
Вранці 12 травня 2022 року окупанти обстріляли Зеленодольську громаду на Дніпропетровщині. Одна людина загинула, ще одну поранено.  
Окупанти 18 травня 2022 завдали ракетного удару по Дніпру, поранено жінку. Унаслідок влучання ракети зруйновано об’єкт транспортної інфраструктури в Дніпрі.   
Росіяни 23 травня 2022 року вдарили чотирма ракетами по Дніпропетровщині, пошкоджено залізничну інфраструктуру в Павлоградському та Синельниківському районах. 
Російські окупанти кілька разів за день 25 травня 2022 року обстріляли Криворізький район Дніпропетровської області.  Пошкоджені дитячий садок, церква, будинки. 
Російські війська 28  травня 2022 року завдали ракетних ударів по Кривому Рогу Дніпропетровської області,  знищено завод.
29 травня, російські окупанти обстріляли території трьох громад на Дніпропетровщині. Здебільшого удари прийшлись по полям. Але в Зеленодольській громаді поцілили по населеному пункту. Там пошкоджено господарчі будівлі та один житловий будинок.
У Дніпропетровській області ворог 15 червня 2022 року обстріляв з "Ураганів" Криворізький район, завдав ударів по житлових кварталах Апостолівської громади. Попередньо, у Апостоловому загинули 4 чоловіків, 1 – поранений.
Через ракетні удари росіян у Новомосковському районі Дніпропетровської області зруйновано будівельне підприємство.
Росіяни 18 червня 2022 року завдали ракетних ударів по Кривому Рогу, є руйнування та постраждалі.
Російські окупанти 18 червня 2022 року запустили три крилаті ракети по нафтобазі в Новомосковському районі Дніпропетровській області, внаслідок чого внаслідок чого постраждало 11 осіб та зруйновано нафтобазу. Внаслідок удару та пожежі загинуло троє людей.
15 липня, близько 22-ої години росіянами завдано ракетні удари по місту Дніпро, удар завдано по «Південмаш», і по вулиці повз. На данний момент, внаслідок цього  загинуло троє осіб, 15 поранено  
Під час ракетного удару по залізничній станції Чаплине на Дніпропетровщині 24 серпня 2022 року 25 людини загинуло, ще близько 50 поранено.
Внаслідок удару російських ракет по місту Дніпро 30 вересня 2022 року одна людина загинула і щонайменше двоє дістали поранень, на транспортному підприємстві масштабна пожежа. Згоріла адмінбудівля та з 50 автобусів.
Росіяни у суботу 14 січня 2023 року в ході ракетної атаки влучили у багатоповерхівку в Дніпрі, 12 осіб загинуло, серед яких 15-річна дівчина, і 73 дістали поранень, з них 14 дітей. Внаслідок ракетного удару по багатоповерхівці Дніпра станом на ранок понеділка 16 січня 2023 року кількість загиблих сягнула 35 осіб, з яких – двоє дітей.
 Станом на вівторок 17 січня кількість загиблих зросла до 45. Станом на 19 січня було відомо про 46 загиблих, серед них три дитини, і 75 поранених (серед них 13 дітей)
Росіяни 31 липня 2023 року завдали ракетного удару по Кривому Рогу. Внаслідок цього ракетного удару загинуло 6 людей і поранено 75 людей. Частково зруйнований багатоповерховий будинок та навчальний заклад.
Російські окупанти зранку 22 серпня завдали ракетного удару по місту Кривий Ріг Дніпропетровської області, попередньо постраждала одна людина, пошкоджено 20 приватних будинків.
4 квітня 2025 року російська армія скоїла черговий воєнний злочин в м. Кривий Ріг. Удар прийшовся по жвавому району міста, де поруч розташовані кафе, школа, житлові будинки, дитячий майданчик. Загинули 18 людей, серед них 9 дітей, понад 70 людей постраждали, 40 із них доставили до лікарні. За словами Президента України, Володимира Зеленського, терористична атака була здійснена ракетою «Іскандер» з касетним зарядом. Пуск здійснювався з району Таганрога (РФ).